# Медаль «За отличие в Строительных войсках»
Медаль «За отличие в строительных войсках» вручалась младшим офицерам и сверхсрочнослужащим сержантам Строительных войск Народной Республики Болгарии, за достигнутые успехи в служебной деятельности и обучении, подготовке и воспитании личного состава Строительных войск. Учреждена 28 мая 1974 года. 
Медаль чеканилась на Государственном монетном дворе по проекту Р. Пеева.